# Parafia św. Katarzyny we Wronkach
Parafia Świętej Katarzyny we Wronkach – rzymskokatolicka parafia we Wronkach, należy do dekanatu wronieckiego. 
Parafia wspomniana jest po raz pierwszy w 1298, kiedy biskup Andrzej Zaremba, ustanawiając archidiakonaty w diecezji poznańskiej, przydzielił kościół wroniecki do archidiakonatu pszczewskiego. Pierwszy kościół, zapewne drewniany, powstał prawdopodobnie już w XI wieku. Obecny kościół późnogotycki z 1 połowy XVI wieku, kilkakrotnie zniszczony i pożarami i przebudowywany, regotyzowany 1954–1955, z tego czasu obecne sklepienie żebrowe. Mieści się przy ulicy Sierakowskiej.